# گوزله (سردشت)
گوزله (سردشت)، روستایی از توابع بخش مرکزی شهرستان سردشت در استان آذربایجان غربی ایران است.

## جمعیت
این روستا در دهستان آلان قرار دارد و براساس سرشماری مرکز آمار ایران در سال ۱۳۸۵، جمعیت آن ۸۲ نفر (۱۸خانوار) بوده‌است.